# علیرضا جاوید
علیرضا جاوید (زادهٔ ۱۳۵۸) مدیر شهری اهل ایران است که از خرداد ۱۴۰۲ رئیس هیئت مدیره شرکت واحد اتوبوسرانی تهران و حومه است. جاوید از مهر ۱۴۰۱ تا خرداد ۱۴۰۲ معاون هماهنگی و امور مناطق شهرداری تهران بود. وی سابقه مدیریت در مناطق مختلف شهرداری تهران و تصدی معاونت شهرداری در دوران محمدباقر قالیباف را نیز دارد. جاوید از ۱۷ مرداد ۱۴۰۰ سرپرستی شهرداری تهران را تا زمان صدور حکم انتصاب علیرضا زاکانی، شهردار منتخب تهران بر عهده داشت. او یکی از گزینه‌های مدنظر شورای اسلامی شهر تهران برای شهرداری تهران، در سال ۱۳۹۶ بود.